# Едіт Несбіт
Е́діт Не́сбіт (англ. Edith Nesbit; *15 серпня 1858, Кеннінгтон — †4 травня 1924, Нью-Ромні) — англійська письменниця та поетеса, авторка численних творів для дітей.

## Біографія
Едіт Несбіт народилася в 1858 в сім'ї хіміка і вчителя сільськогосподарської школи Джона Колліза Несбіта, який помер у березні 1862. Сім'я Несбіт постійно переїжджала протягом кількох років через слабість здоров'я її сестри Марії. Жили в Брайтоні, Бекінгемширі, Франції (Дьєпп, Руан, Париж, Тур, Пуатьє, Ангулем, Бордо, Аркашон, По, Баньєр-де-Бігорр), Іспанії і Німеччини, перед тим як оселитися на три роки в Халстд-Холлі в Халстеді на північно-заході Кента, місце яке пізніше описувалося в її «Дітях залізниці».
Коли Едіт було 17, сім'я знову переїхала, цього разу в Лондон.
У 1877 році 19-річна Несбіт познайомилася з банківським клерком Г'юбертом Бландом. 22 квітня 1880 вона вступила з ним у шлюб, будучи вже вагітною. Їхній шлюб був відкритим. Бланд продовжив стосунки з Алісою Гоатсон, від якої мав двох дітей (Розамунд (нар. 1886) і Джон (нар. 1899), які були прийняті Несбіт. У шлюбі Едіт Несбіт народила трьох дітей: син Пол Бланд (1880–1940), якому були присвячені «Діти залізниці»; дочка Ірис Бланд (1881–1950) і син Фабіан Бланд (1885–1900), який помер у віці 15 років після операції на мигдаликах і якому вона присвятила книги «П'ятеро дітей та ельф», «Шукачі скарбів».
Едіт Несбіт із чоловіком були одними із засновників Фабіанського товариства (предтечі Лейбористської партії) в 1884 р. Їх син Фабіан був названий на честь Товариства. Вони також співпрацювали з редакцією журналу товариства «Сьогодні». Також деякий час співпрацювали в соціал-демократичній федерації, але пізніше покинули її як надто радикальну. Едіт Несбіт активно читала лекції і писала статті про соціалізм протягом 1880-х. Також вона писала спільно з чоловіком під псевдонімом Фабіан Бланд, але ця її діяльність поступово поступилася місцем дитячій літературі у зв'язку з очевидним успіхом на цьому терені.
Прожила з 1899 по 1920 у Велл-Голл-Гаус, Елтем, Кент. 20 лютого 1917, через три роки після смерті чоловіка, вона одружилася з Томасом «Шкіпером» Такером, корабельним інженером.
До кінця життя жила в котеджі «Crowlink» у парафії Фристон, у східному Сассексі. Померла від раку легенів в 1924 у і була похована на кладовищі при церкві Святої Марії в Ромні-Марш, Східний Кент.

## Українські видання
- Несбіт Е.. Книга драконів. — Л. : Видавництво Старого Лева, 2010. — 208 с. — (Казки Старого Лева) — ISBN 978-966-8476-12-9.